# Tamara (futebolista)
Tamara Martins Queiroz, conhecida como Tamara (Belo Horizonte, 2 de maio de 1991), é uma ex-futebolista profissional que atuava como Meio-campo. Ganhou notoriedade no futebol em 2014 atuando pela Ferroviária, onde conquistou o Campeonato Brasileiro e a Copa do Brasil daquele ano.[carece de fontes?]

## Carreira
Iniciou sua carreira profissional em 2012 no Francana, onde disputou a Copa do Brasil e o Campeonato Paulista daquele ano. Na competição nacional, sua equipe conseguiu passar da primeira fase, mas acabou sendo eliminada na segunda fase para o Foz Cataratas do Paraná. No campeonato estadual, o Francana também passou da primeira fase, mas acabou sendo eliminado na fase seguinte para o São José.
Em 2013, Tamara continuou no time do Interior paulista, disputou o Campeonato Paulista novamente com a equipe de Franca, que foi eliminada nas semifinais da competição pela Ferroviária. Também disputou o Campeonato Brasileiro daquele ano, mas não conseguiu passar da primeira fase da competição.[carece de fontes?]
Em 2014, Tamara trocou o Francana pela Ferroviária de Araraquara. Em sua nova equipe, Tamara disputou a Copa do Brasil e o Campeonato Brasileiro, sendo campeã nas duas competições. Na final da Copa do Brasil, a equipe de Tamara venceu o São José nos pênaltis, sendo esse o primeiro título de Tamara pela Ferroviária. No Campeonato Brasileiro, a Ferroviária venceu o Kindermann de Santa Catarina, garantindo seu primeiro título na competição e o segundo título de Tamara no ano.
Em 2015, Tamara jogou pela primeira vez longe de São Paulo, atuando pelo Vitória das Tabocas de Pernambuco. Na equipe pernambucana, reencontrou sua antiga equipe, a Ferroviária nas semifinais da Copa do Brasil, onde a equipe paulista acabou eliminando a nova equipe de Tamara. No Campeonato Brasileiro, o Vitória das Tabocas não conseguiu passar da primeira fase da competição.[carece de fontes?]
Em 2016, Tamara retornou para a Ferroviária após passagem pelo Vitória das Tabocas. Ajudou a equipe a chegar até a semifinal da competição, onde foi eliminada pelo Flamengo, que seria campeão daquela edição do Campeonato Brasileiro. Na Libertadores, Tamara e suas companheiras de equipe foram eliminadas ainda na primeira fase da competição. Essa foi a última competição disputada por Tamara, que se aposentou em 2016.[carece de fontes?]
Ferroviária
- Campeonato Brasileiro: 2014[carece de fontes?]
- Copa do Brasil: 2014[carece de fontes?]

1. ↑  «Francana - SP 0 x 1 Foz Cataratas - PR - Copa do Brasil de Futebol Feminino 2012». Confederação Brasileira de Futebol. Consultado em 7 de novembro de 2023
2. ↑  Campos, Por GLOBOESPORTE COM São José dos; SP (25 de agosto de 2012). «São José perde em casa, mas avança para a semifinal do Paulista Feminino». globoesporte.com. Consultado em 7 de novembro de 2023
3. ↑  Araraquara, Por GLOBOESPORTE COM; SP (29 de setembro de 2013). «Ferroviária vence Franca pela 2ª vez e está na decisão do Paulista feminino». globoesporte.com. Consultado em 7 de novembro de 2023
4. ↑  Campos, Por Danilo SardinhaSão José dos; SP (15 de abril de 2014). «Nos pênaltis, Ferroviária bate São José e fatura Copa do Brasil Feminina». globoesporte.com. Consultado em 7 de novembro de 2023
5. ↑  GloboEsporte.comAraraquara, Por; SP (30 de novembro de 2014). «Ferroviária bate Kindermann pela 2ª vez e é campeã do Brasileiro Feminino». globoesporte.com. Consultado em 7 de novembro de 2023
6. ↑  «Vitória - PE 2 x 1 Ferroviária - SP - Copa do Brasil de Futebol Feminino 2015». Confederação Brasileira de Futebol. Consultado em 7 de novembro de 2023
7. ↑  «Flamengo bate Ferroviária e vai à final do Brasileiro de Futebol Feminino 2016 | Blog Blog Resenha». globoesporte.com. 11 de maio de 2016. Consultado em 7 de novembro de 2023